# Espinar (distrito)
Espinar é um distrito do Peru, um dos oito da Província de Espinar, perteneciente ao Departamento de Cusco.

## Transporte
O distrito de Espinar é servido pela seguinte rodovia:
- CU-131, que liga o distrito à cidade de Suyckutambo
- CU-132, que liga o distrito à cidade de Yauri
- PE-34E, que liga o distrito de Yura (Região de Arequipa) à cidade de Yauri (Região de Cusco)
- PE-3SK, que liga o distrito de Yauri (Região de Cusco à cidade
- PE-3SG, que liga o distrito de Challhuahuacho (Região de Apurímac) à cidade de Ayaviri (Região de Puno) [1][2][3]